# Mike Todorovich
Marko John "Mike" Todorovich (nacido el 11 de junio de 1923 en Saint Louis, Misuri y fallecido el 24 de junio de 2000 en Richmond Heights, Misuri) fue un jugador y entrenador de baloncesto estadounidense que disputó dos temporadas en la NBA, y otras dos en la NBL, además de ejercer una temporada como jugador-entrenador de los Tri-Cities Blackhawks. Con 1,96 metros de estatura, jugaba en la posición de ala-pívot.

## Trayectoria deportiva

### Universidad
Jugó durante su etapa universitaria con los Cowboys de la Universidad de Wyoming.

### Profesional
Comenzó su andadura profesional con los Sheboygan Redskins de la NBL, donde en su primera temporada fue elegido Rookie del Año y también en el mejor quinteto del campeonato tras promediar 12,9 puntos por partido. Al año siguiente acabaría también en el segundo mejor quinteto del campeonato, promediando entre las dos temporadas 11,8 puntos por partido.
En 1949 ficha por los St. Louis Bombers, quienes poco después lo traspasan a los Tri-Cities Blackhawks a cambio de Mac Otten. En su primera temporada se convierte en el máximo anotador del equipo, promediando 13,6 puntos por partido, además de 3,7 asistencias.
Al año siguiente, y ya con la temporada avanzada, se convertiría en el tercer entrenador del equipo en la misma temporada, sin dejar de jugar. Consiguió 14 victorias por 28 derrotas, mientras que en la pista promedió 9,9 puntos y 6,9 rebotes por partido.

## Estadísticas de su carrera en la NBA

### Temporada regular
| Temporada | Edad | Equipo                | Liga | P   | TIT | MIN | TC  | TCA  | %TC  | 3P | 3PA | %3P | TL  | TLA | %TL  | R.OF. | R.DEF. | REB | ASIS | ROB | TAP | PER | FP  | PTS  |
| 1949-50   | 26   | TOTAL                 | NBA  | 65  |     |     | 4.0 | 13.1 | .309 |    |     |     | 4.1 | 5.7 | .719 |       |        |     | 3.2  |     |     |     | 3.5 | 12.2 |
| 1949-50   | 26   | St. Louis Bombers     | NBA  | 14  |     |     | 2.2 | 8.3  | .267 |    |     |     | 2.5 | 4.0 | .625 |       |        |     | 1.4  |     |     |     | 3.4 | 6.9  |
| 1949-50   | 26   | Tri-Cities Blackhawks | NBA  | 51  |     |     | 4.5 | 14.4 | .315 |    |     |     | 4.5 | 6.2 | .736 |       |        |     | 3.7  |     |     |     | 3.6 | 13.6 |
| 1950-51   | 27   | Tri-Cities Blackhawks | NBA  | 66  |     |     | 3.3 | 10.8 | .309 |    |     |     | 3.2 | 4.6 | .701 |       |        | 6.9 | 2.7  |     |     |     | 3.0 | 9.9  |
| Total     |      |                       | NBA  | 131 |     |     | 3.7 | 12.0 | .309 |    |     |     | 3.6 | 5.1 | .711 |       |        | 6.9 | 2.9  |     |     |     | 3.3 | 11.0 |

### Playoffs
| Temporada | Edad | Equipo                | Liga | P | MIN | TCA | TC | 3PA | 3P | TLA | TL | R.OF. | REB | ASIS | ROB | TAP | PER | FP | PTS | %TC  | %3P | %FT  | MIN | PTS  | REB | AST |
| 1949-50   | 26   | Tri-Cities Blackhawks | NBA  | 3 |     | 6   | 31 |     |    | 19  | 24 |       |     | 8    |     |     |     | 14 | 31  | .194 |     | .792 |     | 10.3 |     | 2.7 |
| Total     |      |                       | NBA  | 3 |     | 6   | 31 |     |    | 19  | 24 |       |     | 8    |     |     |     | 14 | 31  | .194 |     | .792 |     | 10.3 |     | 2.7 |